# NSO Group Technologies
NSO Group Technologies ist ein israelisches Technologieunternehmen, das für seine Spyware Pegasus bekannt ist, die die Fernüberwachung von Smartphones ermöglicht. Das Unternehmen entwickelt hauptsächlich Software und Überwachungstechnologie. Es wurde 2010 von Niv Karmi, Shalev Hulio und Omri Lavie gegründet (der Name NSO steht für die jeweiligen Vornamen der Gründer). Berichten zufolge beschäftigte es ab 2017 fast 500 Mitarbeiter und hat seinen Sitz in Herzlia in der Nähe von Tel Aviv.
Verschiedenen Berichten zufolge wurde von der NSO Group erstellte Software bei gezielten Angriffen gegen Menschenrechtsaktivisten und Journalisten in verschiedenen Ländern eingesetzt, wurde bei der Staatsspionage gegen Pakistan verwendet und spielte u. a. eine Rolle bei der Ermordung des saudischen Journalisten Jamal Khashoggi.
Im Juli 2021 konnte schließlich durch ein Datenleck gezeigt werden, dass mit Hilfe des Spionageprogramms Pegasus der NSO Group in mehreren Ländern der Welt Journalisten überwacht werden, unter anderem auch in Ungarn. Auch Oppositionspolitiker und Behördenvertreter wurden in etlichen Ländern überwacht.
2019 reichte WhatsApp gegen den US-Ableger der NSO Group in den USA Klage ein. 2021 verklagte auch Apple das Unternehmen.

## Geschichte
Die Gründer des NSO sollen ehemalige Mitglieder der Unit 8200 sein, der für Fernmelde- und elektronische Aufklärung zuständigen Einheit des Aman. Die Startfinanzierung des Unternehmens kam von einer Gruppe von Investoren unter der Leitung von Eddy Shalev, einem Partner des Risikokapitalfonds Genesis Partners. Die Gruppe investierte insgesamt 1,8 Millionen Dollar für eine 30%ige Beteiligung.
Im Jahr 2012 kündigte die mexikanische Regierung die Unterzeichnung eines Vertrags über 20 Millionen Dollar mit dem NSO an. Im Jahr 2015 soll das Unternehmen Überwachungstechnologie an die Regierung von Panama verkauft haben. Der Vertrag wurde zum Gegenstand einer panamaischen Anti-Korruptionsuntersuchung, nachdem vertrauliche Informationen des Vertrags in einem Leak der italienischen Firma Hacking Team offengelegt wurde.
2014 vereinigte sich NSO Group mit der Überwachungsfirma Circles. Circles verfügte über die Technologie, die es ermöglichte, den Standort jedes beliebigen Mobiltelefons weltweit in Sekunden zu ermitteln. Nachgewiesenermaßen gehörten 25 Staaten weltweit zu den Kunden von Circles. Technologisch entwickelte Circles zwei Systeme: Eines operiert im Netzwerk des jeweiligen nationalen Telefonanbieters und nutzt deren Infrastruktur. Das andere separate System wird als „Circles Cloud“ bezeichnet und macht es möglich, weltweit direkt auf die Standorte zuzugreifen.
Im Jahr 2014 kaufte die amerikanische Private-Equity-Firma Francisco Partners das Unternehmen für 130 Millionen Dollar. Im Jahr 2015 wurde berichtet, dass Francisco Partners das Unternehmen für bis zu 1 Milliarde Dollar verkaufen wollte. Das Unternehmen wurde im Juni 2017 offiziell für mehr als 1 Milliarde Dollar zum Verkauf angeboten, was etwa das Zehnfache der ursprünglich von Francisco im Jahr 2014 gezahlten Summe ausmachte. Zu diesem Zeitpunkt beschäftigte NSO fast 500 Mitarbeiter, gegenüber etwa 50 im Jahr 2014.
Am 14. Februar 2019 verkaufte Francisco Partners eine 60%ige Mehrheitsbeteiligung an NSO zurück an die Mitbegründer Shalev Hulio und Omri Lavie, die beim Kauf von dem Londoner Private-Equity Novalpina Capital unterstützt wurden. Hulio und Lavie investierten 100 Millionen Dollar, wobei Novalpina den verbleibenden Teil der Mehrheitsbeteiligung erwarb und damit das Unternehmen mit ca. 1 Milliarde Dollar bewertete.
Im April 2019 fror das NSO seine Geschäfte mit Saudi-Arabien wegen eines Skandals ein, der die Rolle von NSO-Software bei der Verfolgung des ermordeten Journalisten Jamal Khashoggi in den Monaten vor seinem Tod betraf.
Im Mai 2019 behauptete der Messaging-Dienst WhatsApp, dass ein Spyware-Injektionsvorgang, der auf seine Aufruffunktion abzielt, von NSO entwickelt wurde. Die Opfer waren den Spyware-Angriffen ausgesetzt, auch wenn sie den Anruf nicht beantworteten. Das NSO leugnete die Beteiligung an der Auswahl der Opfer oder der Zielgruppe, bestritt aber nicht ausdrücklich, die Spyware geschaffen zu haben. Als Reaktion auf die angebliche Cyber-Attacke verklagte WhatsApp das NSO am 29. Oktober vor einem Gericht in San Francisco nach dem Computer Fraud and Abuse Act (CFAA) und anderen US-Gesetzen. WhatsApp erklärte, dass der Angriff auf 1400 Nutzer in 20 Ländern abzielte, darunter mindestens 100 Menschenrechtler, Politiker, Journalisten und andere Mitglieder der Zivilgesellschaft.
Im Januar 2020 wurde bekannt, dass Software des Unternehmens benutzt worden sein soll, um das Smartphone des Unternehmers Jeff Bezos zu hacken und Daten abzugreifen. Hinter dem Angriff soll der saudische Kronprinz Mohammed bin Salman stecken. Von der saudischen Regierung wurden diese Anschuldigungen abgestritten. Auch die NSO Group dementierte die Vorwürfe.
Im Dezember 2020 teilte Citizen Lab mit, dass das Supreme Council on National Security (SCNS) der VAE beide Applikationen von Circles erhalten habe. Durch einen Rechtsstreit wurden Dokumente von NSO öffentlich, die mehrere Nutzer des Systems in den VAE belegten. Darüber hinaus wurde bekannt, dass neben Israel und den VAE weitere Regierungen die Software nutzen: Aserbaidschan, Australien, Belgien, Botswana, Chile, Dänemark, Ecuador, El Salvador, Estland, Äquatorialguinea, Guatemala, Honduras, Indonesien, Kenia, Malaysia, Mexiko, Marokko, Nigeria, Peru, Serbien, Thailand, Vietnam, Sambia und Simbabwe.
Im November 2021 wurde NSO vom Handelsministerium der Vereinigten Staaten für seine Zusammenarbeit mit autoritären Regimen auf die Sanktionsliste genommen und damit US-Firmen verboten das Unternehmen zu beliefern. Infolgedessen geriet NSO in Zahlungsschwierigkeiten. Im Jahr 2022 führte L3Harris Technologies, ein US-amerikanisches Militärunternehmen mit Erfahrung im Bereich der Spionagetechnologie, Gespräche über eine mögliche Übernahme von NSO, welche allerdings an Sicherheitsbedenken der US-Regierung scheiterten.
Im August 2022 trat Shalev Hulio von seinem Posten als CEO zurück, und der COO des Unternehmens, Yaron Shohat, übernahm vorübergehend die Rolle. Hulios Rücktritt erfolgte inmitten einer Umstrukturierung des Unternehmens, wobei die Kundenakquise sich nun auf die NATO-Mitgliedstaaten konzentrieren soll. Im Zuge dieser Umstrukturierung wurde auch die Belegschaft von NSO verkleinert, wobei 100 Mitarbeiter (von insgesamt 750 Mitarbeitern) entlassen wurden.

## Unternehmensstruktur
NSO betreibt – mitunter zeitlich wechselnd – Holdinggesellschaften auf den Britischen Jungferninseln, in Bulgarien, auf den Kaimaninseln, auf Zypern, in Israel, Luxemburg, Großbritannien und den USA. Software wird aus Bulgarien, Zypern und Israel exportiert, um „rechtliche und regulatorische Vorteile in verschiedenen Rechtsprechungen zu nutzen, um Investitionen, Betrieb und Wachstum zu erleichtern“.
Finanziert wird das Konzerngeflecht von den Private-Equity-Firmen Novalpina Capital und Francisco Partners, hinter denen Einzelinvestoren stehen. Auch Rentenfonds in Großbritannien und den USA wie South Yorkshire Pensions Authority und East Riding Pension Fund, das Oregon Public Employees Retirement System und die Alaska Permanent Fund Corp sind an NSO beteiligt.

## Schadprogramm Pegasus
Pegasus ist ein von der NSO Group entwickeltes Schadprogramm, welches auf Smartphones, Computer und andere Geräte zugreifen und zu Zwecken der Spionage verwendet werden kann. Das israelische Verteidigungsministerium erteilt Lizenzen für den Export von Pegasus an ausländische Regierungen, aber nicht an private Einrichtungen.
Frühe Versionen von Pegasus wurden verwendet, um das Telefon von Joaquín Guzmán, bekannt als El Chapo, zu überwachen. Im Jahr 2011 rief der mexikanische Präsident Felipe Calderón angeblich bei NSO an, um dem Unternehmen für seine Rolle bei der Ergreifung Guzmáns zu danken.
Forschern des Citizen Lab, eines der Universität Toronto angegliederten Instituts, ist es gelungen, Datenspuren („DNS Cache Probing“) des Schadprogramms Pegasus in 45 Ländern nachzuweisen. Zuvor war durch ein Leck in den Aufzeichnungen des Hacking-Teams ans Licht gekommen, dass die Software 2015 an die Regierung von Panama geliefert worden war. Die Forscher fanden heraus, dass auch der mexikanische Journalist Rafael Cabrera ins Visier genommen worden war und dass die Software in Israel, der Türkei, Thailand, Katar, Kenia, Usbekistan, Mosambik, Marokko, dem Jemen, Ungarn, Saudi-Arabien, Nigeria und Bahrain hätte eingesetzt werden können.
Im Juni 2018 klagte ein israelisches Gericht einen ehemaligen Mitarbeiter der NSO-Gruppe an, weil er angeblich ein Exemplar von Pegasus gestohlen und versucht hatte, es online für 50 Millionen US-Dollar in Kryptowährung zu verkaufen.
Im Oktober 2018 berichtete Citizen Lab über die Verwendung von NSO-Software, um den inneren Kreis von Jamal Khashoggi kurz vor seiner Ermordung auszuspionieren. Der Bericht von Citizen Lab vom Oktober stellte mit großer Sicherheit fest, dass der Pegasus des NSO schon Monate zuvor auf dem iPhone des saudischen Dissidenten Omar Abdulaziz, eines Vertrauten Khashoggis, platziert worden war. Abdulaziz erklärte, dass die Software Khashoggis „private Kritik an der saudischen Königsfamilie“ enthülle, die laut Abdulaziz „eine große Rolle“ bei Kashoggis Tod gespielt habe.

## Politische Einbettung
Die Gründung der NSO Group ist eng mit dem staatlichen israelischen Geheimdienstapparat verknüpft. Während Ze’ev Elkin (Likud) als Umweltminister und Mitglied des Sicherheitskabinetts im November 2019 dementierte, Israels Regierung habe Einfluss auf NSO, belegte Die Zeit mit Quellen im NSO-Umfeld, dass im Jahre 2018 für Saudi-Arabien ausgesetzte Pegasus-Einsätze Monate später nach der Bitte der israelischen Regierung (Kabinett Netanjahu IV) für die Saudis wieder aktiviert wurden.

## Gerichtsverfahren
2019 reichte WhatsApp gegen den US-Ableger der NSO Group in den USA Klage ein. Diese Klage wird von Microsoft, Google und Linkedin unterstützt. Vor den Gerichten berief man sich seitens der NSO Group darauf im Auftrag ausländischer Regierungen gehandelt zu haben und daher Immunität genieße. Dieser Einspruch wurde vom Supreme Court im Januar 2023 abgewiesen. Im Frühling 2023 ließ die israelische Regierung Dokumente der NSO Group beschlagnahmen und verhängte über diese Aktion eine Nachrichtensperre, um zu verhindern, dass diese im amerikanischen Gerichtsverfahren auftauchen. Im Verfahren wird die NSO Group von der israelischen Regierung unterstützt. Außerdem wurde der frühere stellvertretende US-Generalstaatsanwalt Rod Rosenstein engagiert. Ziel ist es zu verhindern, dass eine vollständige Kundenliste öffentlich wird.